# Río Chirinos
Der Río Chirinos ist ein etwa 97 km langer linker Nebenfluss des Río Chinchipe in Nord-Peru in der Region Cajamarca.

## Flusslauf
Der Río Chirinos entspringt im Süden der Cordillera del Cóndor im Nordosten der Provinz San Ignacio nahe der Grenze zu Ecuador. Das Quellgebiet liegt auf einer Höhe von etwa 1780 m. Der Río Chirinos fließt anfangs 5 km nach Osten, anschließend 20 km in Richtung Südsüdost. Die folgenden 20 km fließt er nach Süden und schließlich wendet sich der Río Chirinos in Richtung Südsüdwest. Der Fluss bildet die Grenze der beiden Distrikte Huarango im Osten und San José de Lourdes im Westen. Bei Flusskilometer 57 trifft der Río Santa Agueda von rechts auf den Río Chirinos. Dieser mündet schließlich 3 km nördlich von Puerto Ciruelo auf einer Höhe von etwa 467 m in den Río Chinchipe. Entlang dem Flusslauf befinden sich mehrere Siedlungen.

## Einzugsgebiet
Das Einzugsgebiet des Río Chirinos umfasst ein Areal von etwa 1435 km². Es liegt im Nordosten der Provinz San Ignacio. Die Wasserscheide bildet im Nordwesten und im Norden die Grenze zu Ecuador sowie im Osten zur Provinz Bagua in der Region Amazonas. Das Einzugsgebiet des Río Chirinos grenzt im Westen an das des oberstrom gelegenen Río Chinchipe, im Nordwesten an die Einzugsgebiete von Río Sangola und Río Vergel, im Norden an das des Río Numpatakaime, ein Nebenfluss des Río Nangaritza, sowie im Osten an das des Río Numpatkay, ein Zufluss des Río Cenepa.